# Desvío Km 51
Desvío km 51 es una estación ferroviaria ubicada en las afueras de la localidad de Rojas, partido de Partido de Rojas, Provincia de Buenos Aires, Argentina.

## Servicios
El ramal se encuentra utilizado para cargas desde Pergamino a Rojas.

## Historia
En el año 1884 fue inaugurada el Desvío km 51, por parte del Ferrocarril de la Provincia de Buenos Aires, propiedad de la Provincia de Buenos Aires. Luego de su venta pasó a formar parte del Ferrocarril Central Argentino; con la nacionalización pasó al Ferrocarril San Martín. En 1961, durante el gobierno desarrollista de Arturo Frondizi es clausurado pero durante el gobierno de Arturo Illia rehabilitado para cargas, ahora se encuentra concesionado pero sin servicios de cargas y abandonado el ramal.